# Cratichneumon puncticoxa
Cratichneumon puncticoxa är en stekelart som beskrevs av Heinrich 1961. Cratichneumon puncticoxa ingår i släktet Cratichneumon och familjen brokparasitsteklar. Inga underarter finns listade i Catalogue of Life.